# Ann-Gerd Steinby
Ann-Gerd Katarina Steinby, född 8 mars 1941 i Helsingfors, är en finländsk journalist och författare.  Hon är dotter till Torsten Steinby och Gunnel Steinby.
Steinby var verksam vid Hufvudstadsbladets centralredaktion 1971–1980, redaktionschef vid tidningen Åland 1981–1984 och Hufvudstadsbladets korrespondent på Åland 1984–2004. Hon har även varit verksam som författare, både inom skön- och facklitteratur. Av hennes skrifter kan nämnas de historiska reportagen Badort på modet (1988) och Kastelholm, kungligt slott (1990). Tillsammans med Ann Christin Waller skrev hon Anni Blomqvist, Stormskärs-Majas skapare (1993), en biografi över författaren Anni Blomqvist. Steinby har även skrivit de historiska romanerna Himlens vrede (1992) och Korpens land (1994) samt en rad företags- och föreningshistoriker med anknytning till Åland.